# Дом ремесленника (Несвиж)
Дом ремесленника (бел. Дом рамесніка), также известен как Дом на рынке (бел. Дом на рынку) — памятник архитектуры барокко в городе Несвиже Минской области Белоруссии, образец каменного жилого дома начала XVIII века. Расположен по адресу: ул. Чапаева, 4/2. Включён в Государственный список историко-культурных ценностей Республики Беларусь.

## История
Здание возведено в 1721 году на исторической Рыночной площади города. Несмотря на устоявшееся название, достоверно неизвестно, кто являлся владельцем дома. Принято считать, что это был купец или ремесленник в связи с тем, что такое жильё мог построить лишь зажиточный человек. На первом этаже располагались складские помещения и магазины, на втором — жилые комнаты. В XIX веке со стороны двора пристроено помещение. С декабря 1992 по 2015 гг. в реконструированном доме ремесленника находилась детская районная библиотека.

## Архитектура
Двухэтажное прямоугольное в плане здание с полуподвалом. Первый этаж каменный, второй — из деревянных конструкций. Первоначально входил в ансамбль застройки Рыночной площади. Главный торцовый фасад выходит на линию застройки улицы и решён единым фигурным барочным щипцом, который закрывает более узкий этаж с двускатной крышей, с прямоугольными оконными проёмами, расположенными симметрично центральной оси. В центре фасада главный вход, над которым расположен балкон с ажурной металлической литой оградой. Небольшой арочный проём и две маленькие ниши в завершении фасадного щипца отделаны лепниной и декоративными наличниками. Фигурный контур щипца подчёркнут тонким профилированным карнизом. Вход на второй этаж со стороны дворового фасада.

## Галерея

### Исторические снимки

Старые снимки
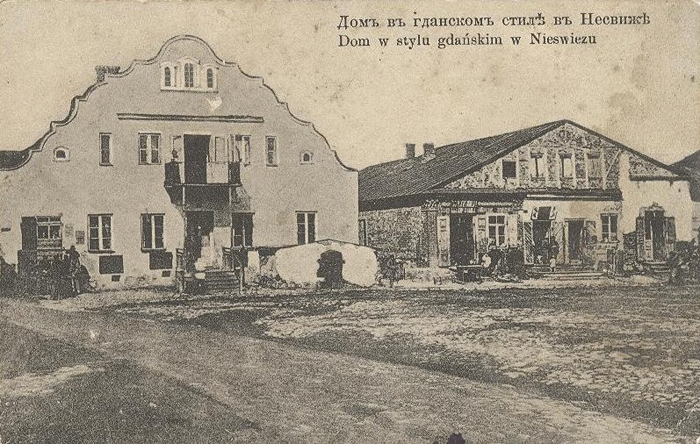
1912 г.
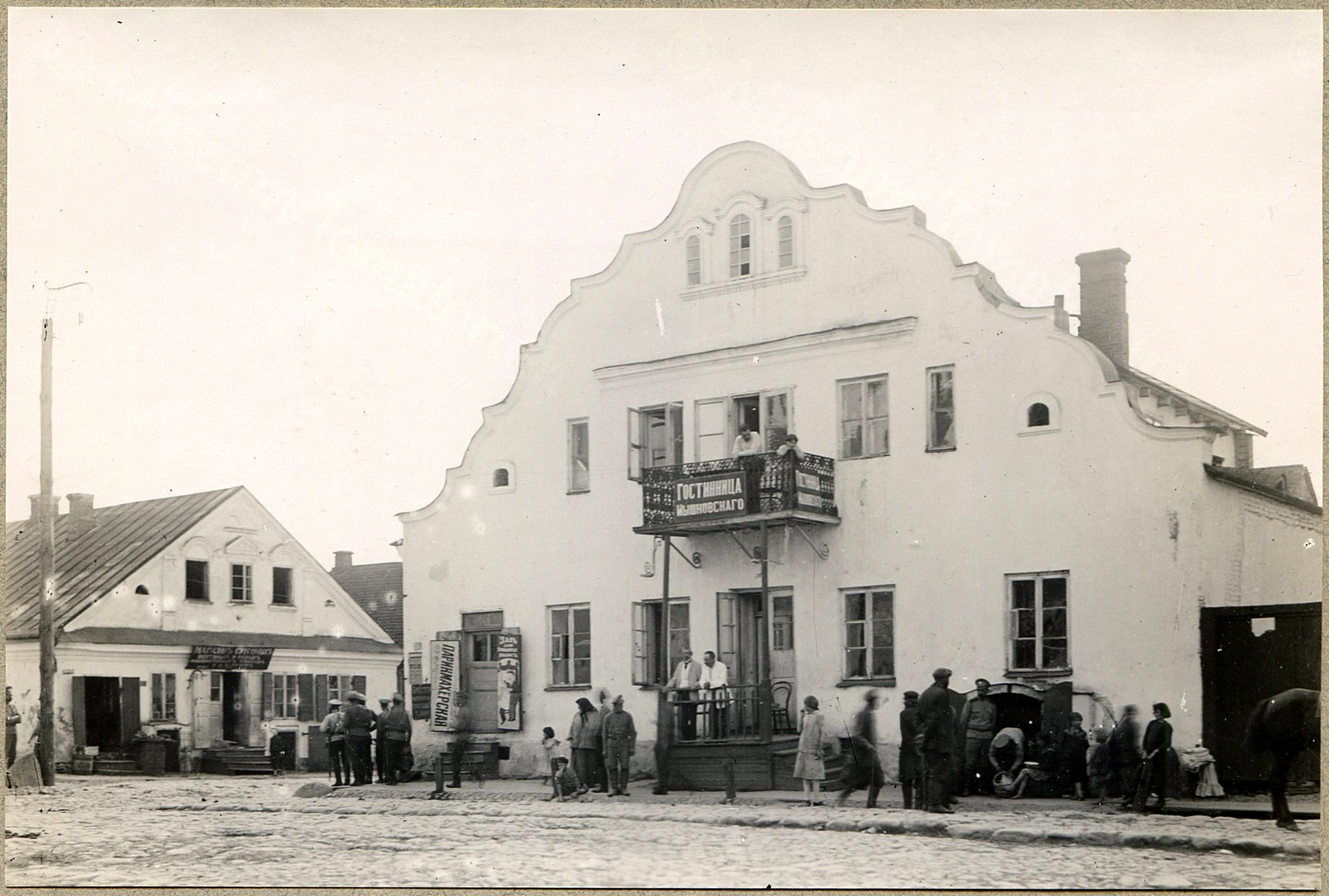
1915—17 гг.
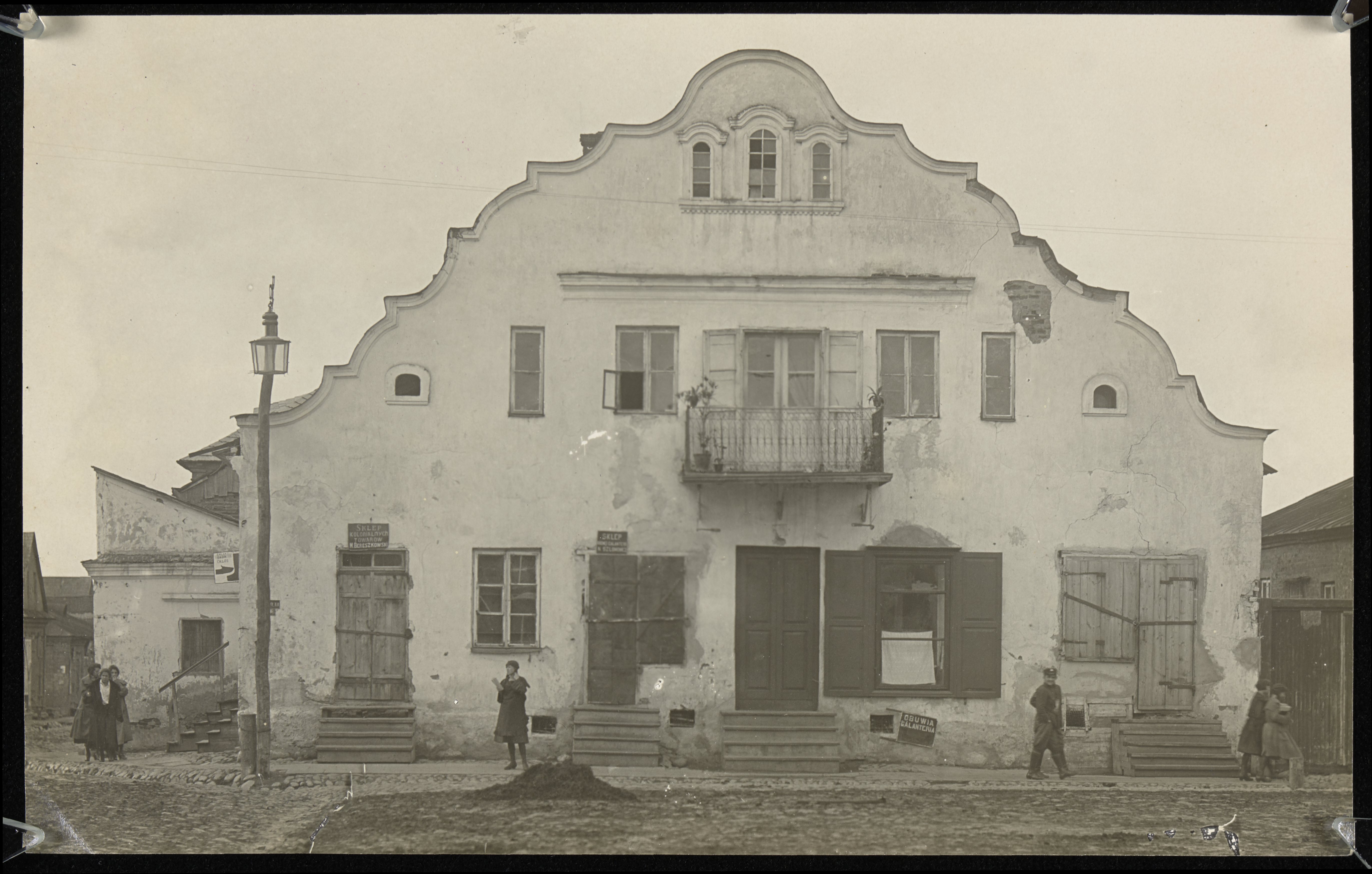
А. Вислоцкий, 1926 г.
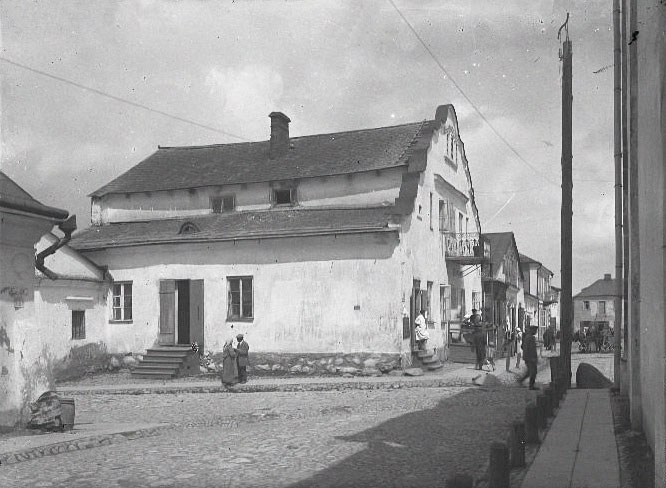
до 1939 г.

### Современные снимки

Современное состояние
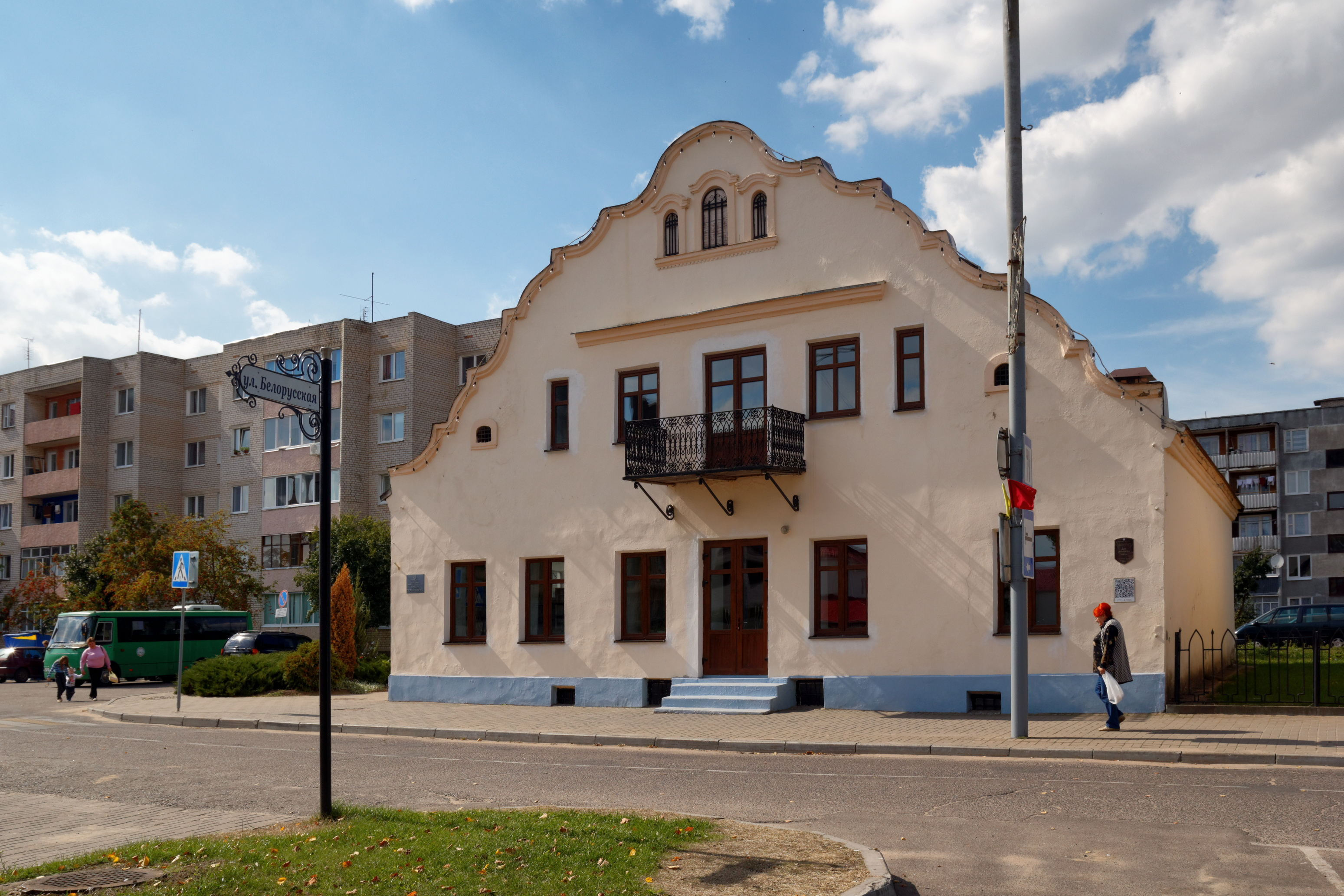
Общий вид
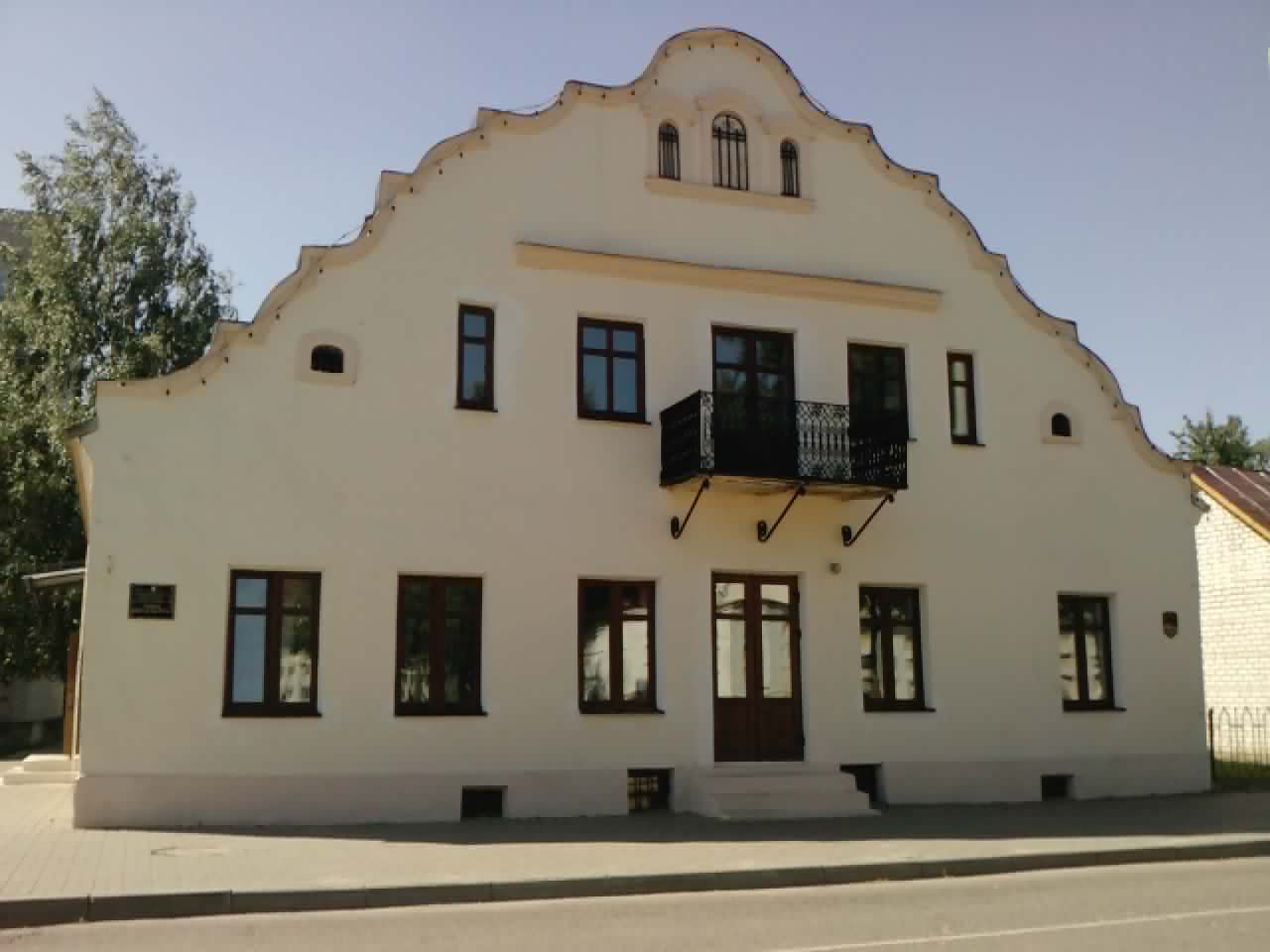
Главный фасад
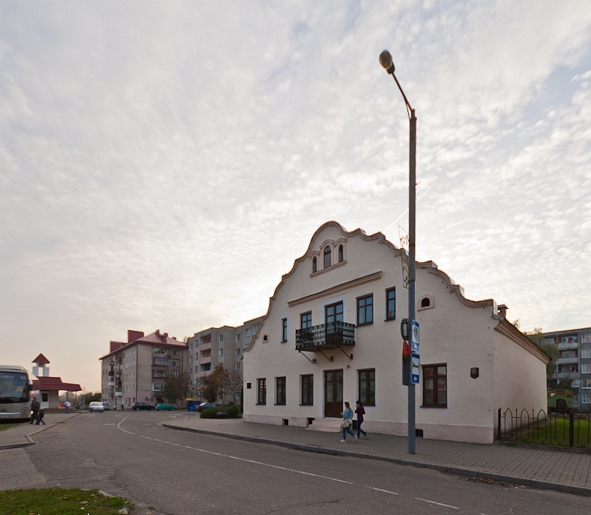
Со стороны улицы
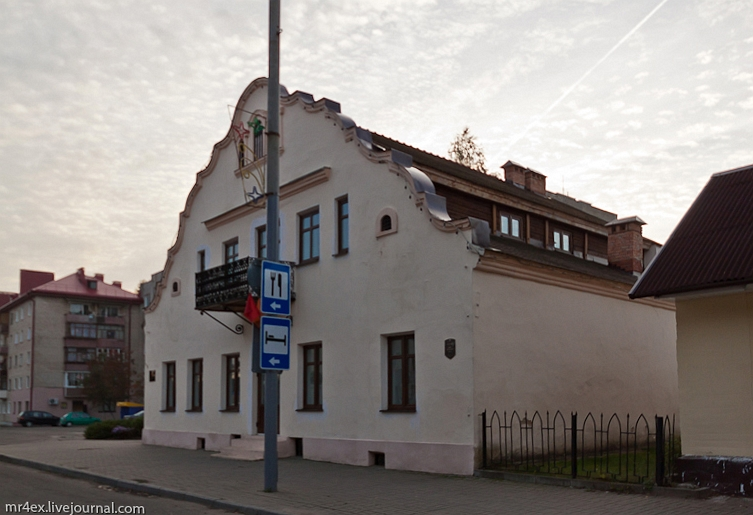
Боковой фасад